# 小行星25378
小行星25378（25378 Erinlambert）是一颗绕太阳运转的小行星，为主小行星带小行星。该小行星于1999年10月发现。

## 轨道参数
小行星25378的轨道半长轴为343 890 427 km（2.2987328 UA），离心率为0.135。